# Phyllocycla bartica
Phyllocycla bartica – gatunek ważki z rodziny gadziogłówkowatych (Gomphidae). Występuje na terenie Ameryki Południowej.